# Sterigmatocistina 8-O-metiltransferasi
La sterigmatocistina 8-O-metiltransferasi è un enzima appartenente alla classe delle transferasi, che catalizza la seguente reazione:
S-adenosil-L-metionina + sterigmatocistina ⇄ S-adenosil-L-omocisteina + 8-O-metilsterigmatocistina
Anche la diidrosterigmatocistina può agire da accettore. L'enzima è coinvolto nella biosintesi delle aflatossine nei funghi.